# Parafia Najświętszej Maryi Panny w Maryborough
Parafia Najświętszej Maryi Panny w Maryborough – parafia rzymskokatolicka, należąca do archidiecezji Brisbane.
Przy parafii funkcjonuje katolicka szkoła podstawowa i college Najświętszej Maryi Panny.